# Sandsjön (Södra Sandsjö socken, Småland)
Sandsjön är en sjö i Tingsryds kommun i Småland och ingår i Ronnebyåns huvudavrinningsområde. Sjön har en area på 2,68 kvadratkilometer och ligger 128 meter över havet. Sjön avvattnas av vattendraget Ronnebyån. Vid provfiske har bland annat abborre, björkna, braxen och gers fångats i sjön.

## Delavrinningsområde
Sandsjön ingår i det delavrinningsområde (626726-145942) som SMHI kallar för Utloppet av Sandsjön. Medelhöjden är 138 meter över havet och ytan är 19,44 kvadratkilometer. Räknas de 35 avrinningsområdena uppströms in blir den ackumulerade arean 819,51 kvadratkilometer. Avrinningsområdets utflöde Ronnebyån mynnar i havet. Avrinningsområdet består mestadels av skog (65 procent). Avrinningsområdet har 2,68 kvadratkilometer vattenytor vilket ger det en sjöprocent på 13,8 procent. Bebyggelsen i området täcker en yta av 0,81 kvadratkilometer eller 4 procent av avrinningsområdet.

## Fisk
Vid provfiske har följande fisk fångats i sjön:
- Abborre
- Björkna
- Braxen
- Gärs
- Gädda
- Mört
- Sarv
- Sutare